# حمام زنانه گنجعلی خان
حمام زنانه گنجعلی‌خان که اکنون موزه مردم‌شناسی است، در جنوب میدان گنجعلی‌خان و حمام مردانه گنجعلی‌خان واقع شده است. این حمام توسط «گنجعلی‌خان» حاکم وقت شهر کرمان در مجموعه‌ای در عصر صفویه ساخته شده است. این حمام نیز مانند حمام مردانه گنجعلی‌خان دارای رختکن، گرمخانه و… است. این حمام به واسطه تناسبات، ابعاد زیبا و همجواری با حمام مردانه اهمیت بسیار زیادی داشته است. به شکلی که در ساخت و ساز بخش‌هایی از این بنا از ستون‌های سنگی یکپارچه استفاده شده است. ورودی این حمام با چند پله به سمت پایین به فضای رختکن متصل می‌شود و پوشش طاق و گنبدی بودن حمام که روی ستون‌های سنگی قرار گرفته است. گرمخانه حمام فضایی تقریباً مستطیل شکلی دارد که روی چند ستون و دیواره‌های جانبی قرار گرفته و کف گرمخانه با سنگ‌های مرغوب پوشیده شده است. این حمام هم‌اکنون با مدل‌هایی از لباس‌های عروس قوم‌های مختلف ایرانی مزین شده است. این مدل‌ها مجسمه‌های زنانی هستند و هدف معرفی پوشش قوم‌های مختلف ایرانی است. این حمام با مساحت ۳۵۰ مترمربع تا دهه ۴۰ فعال بوده است.

## گالری تصاویر

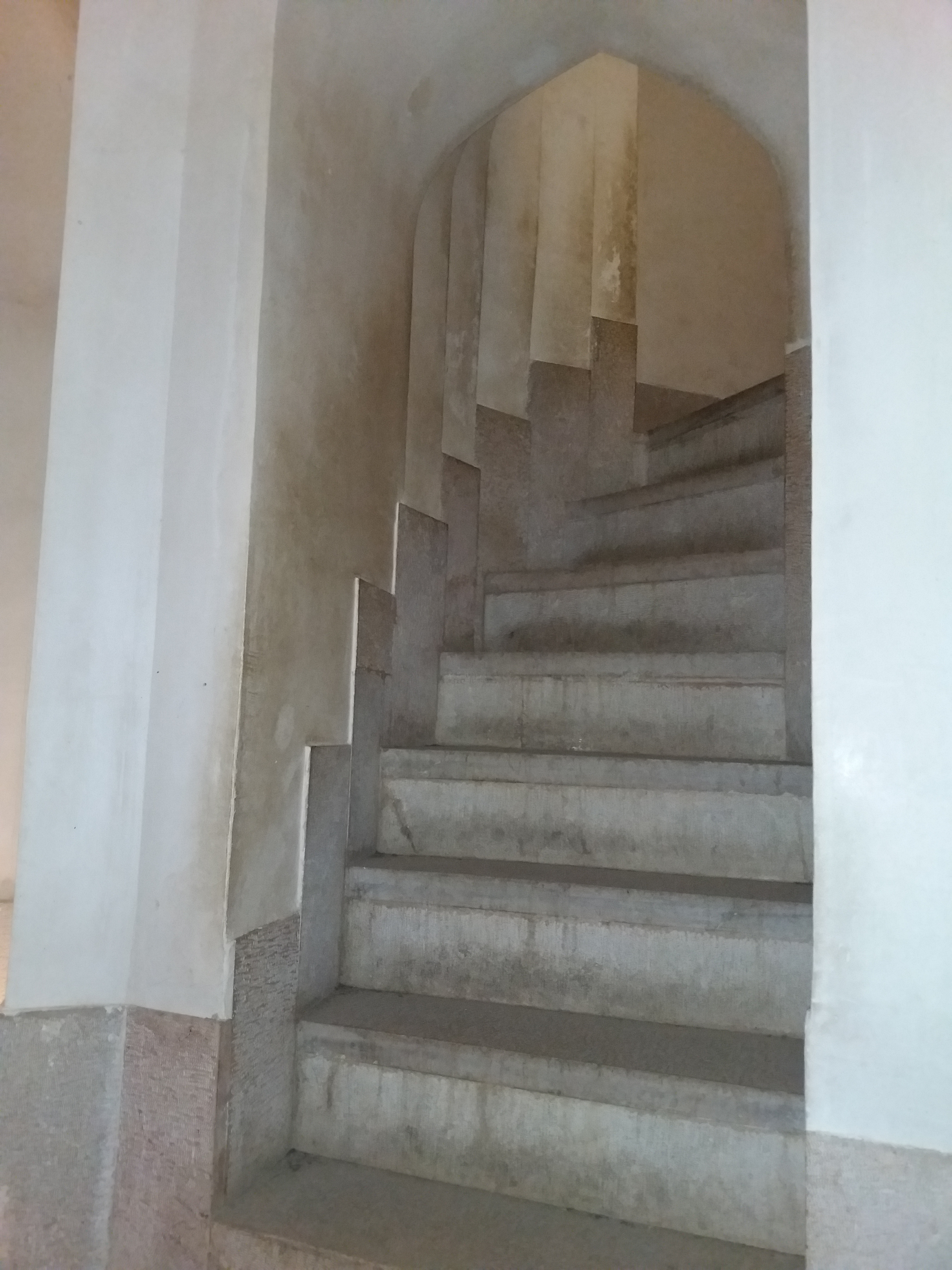
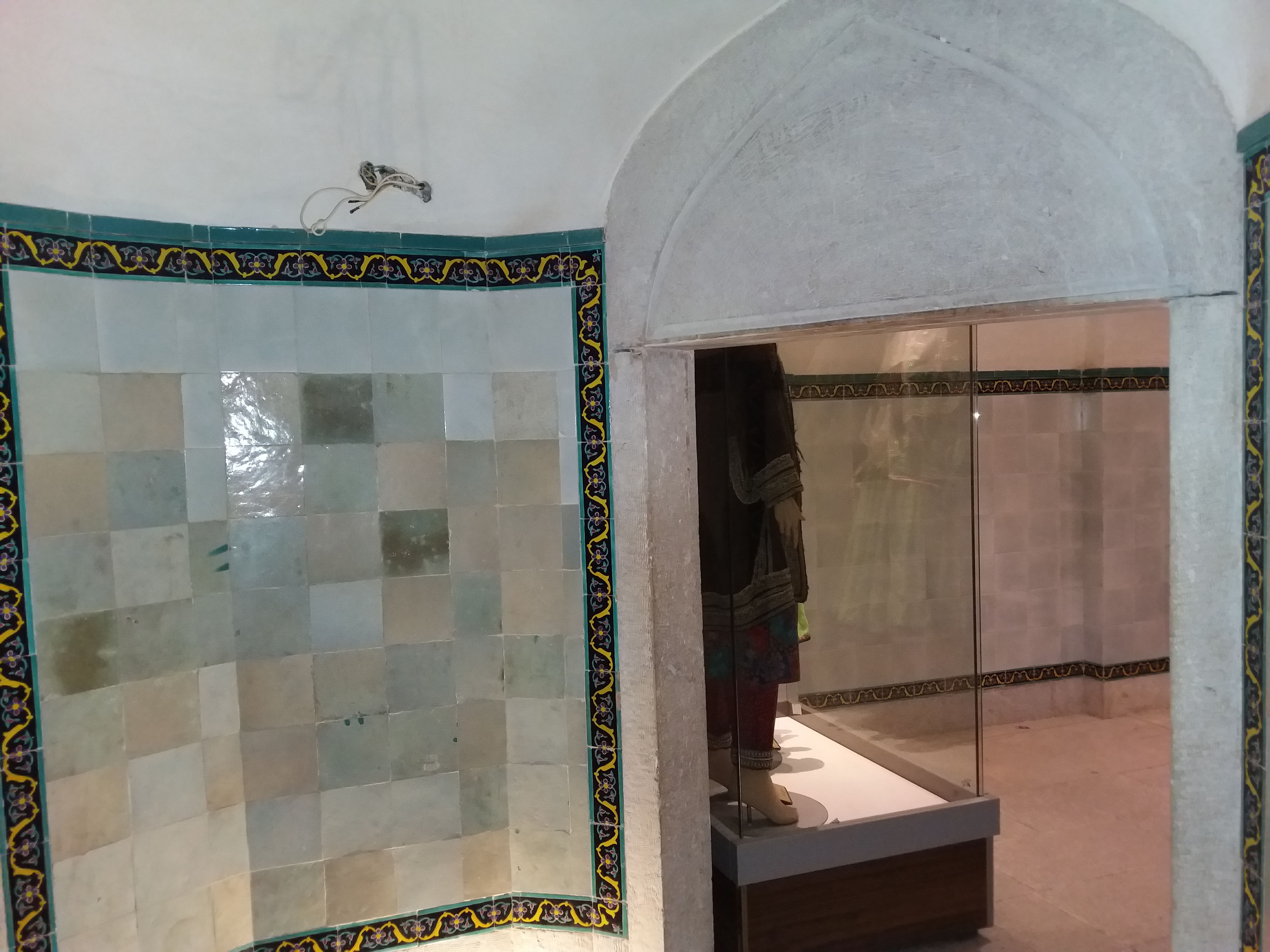
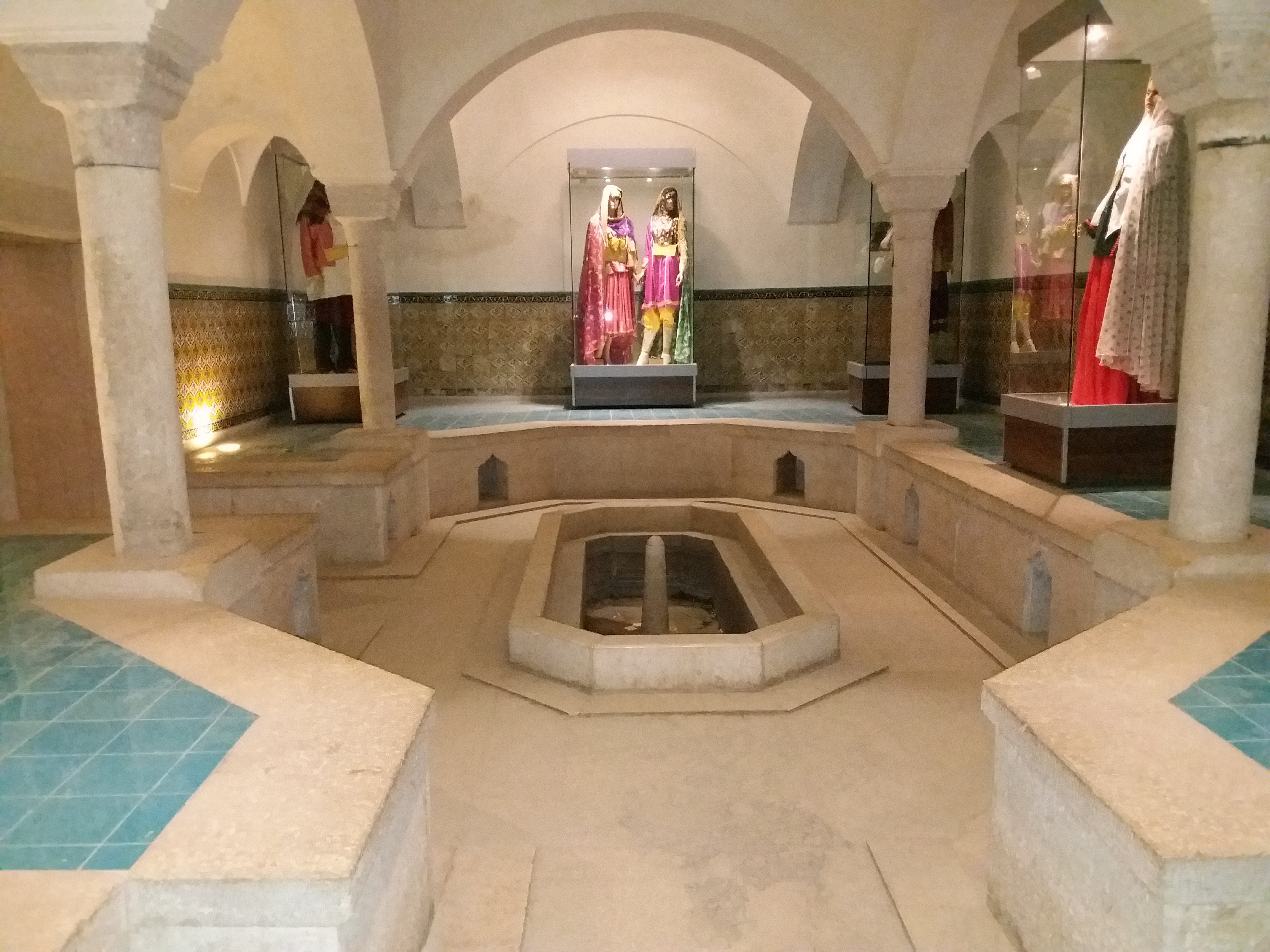
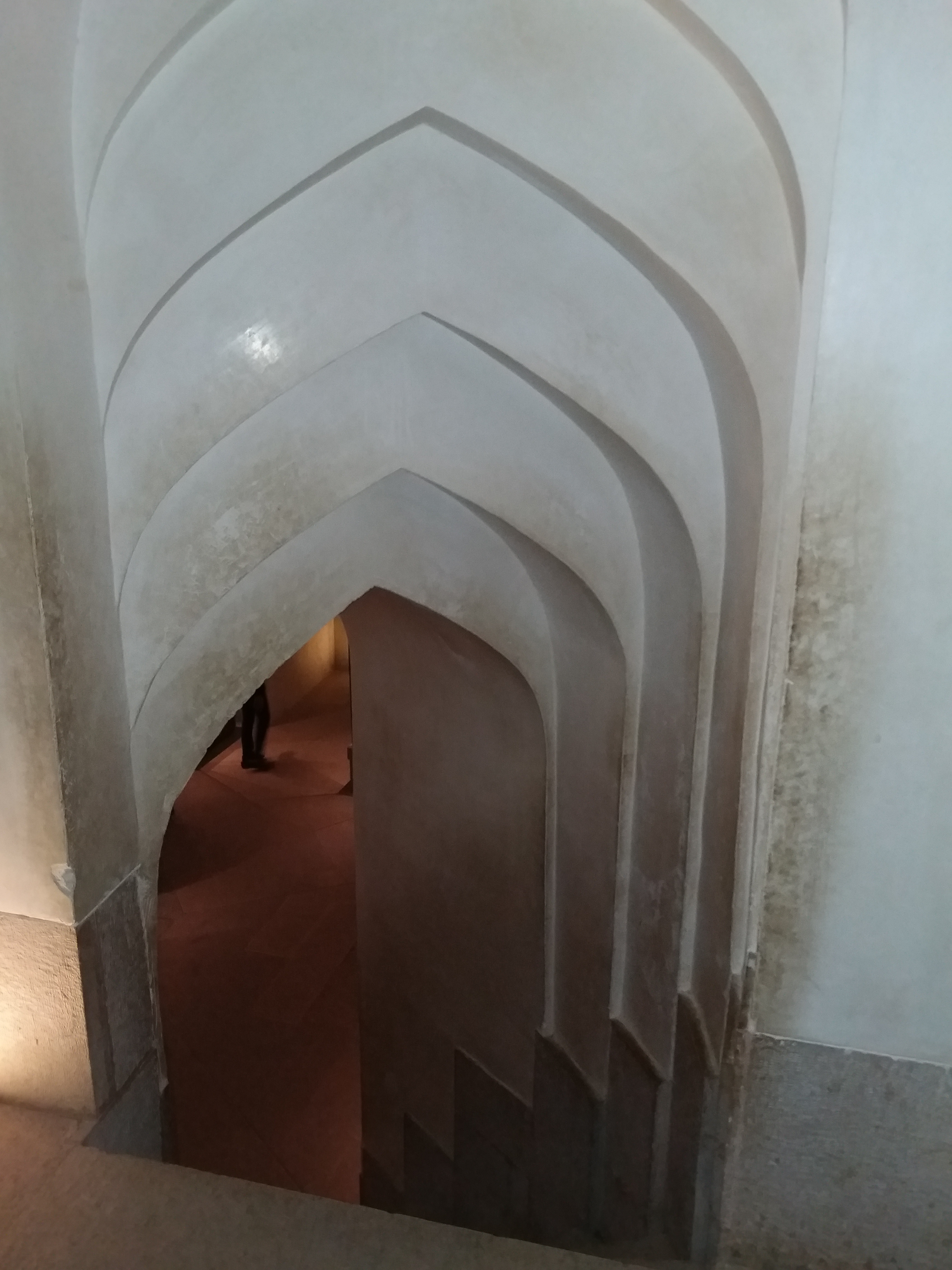
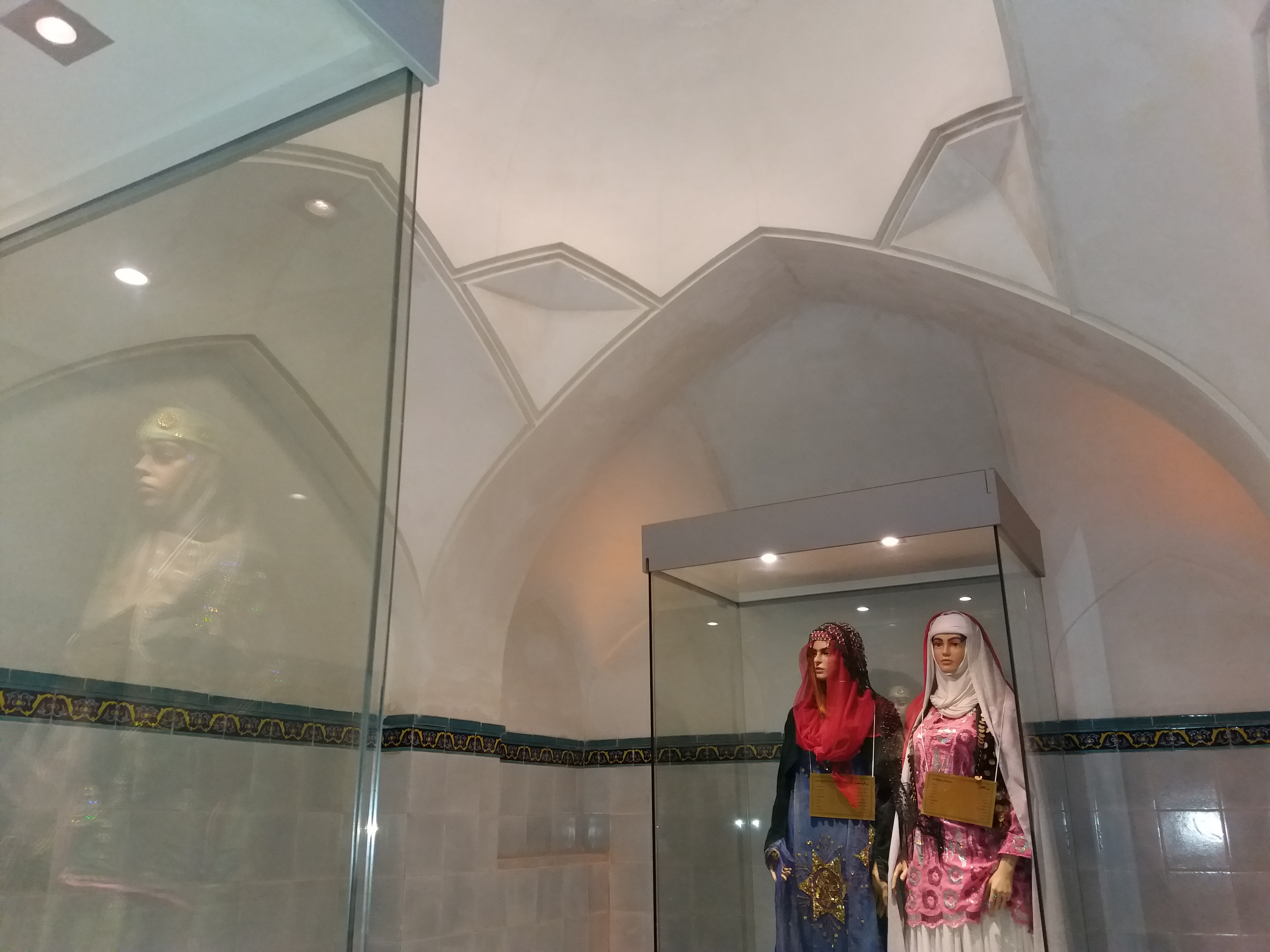
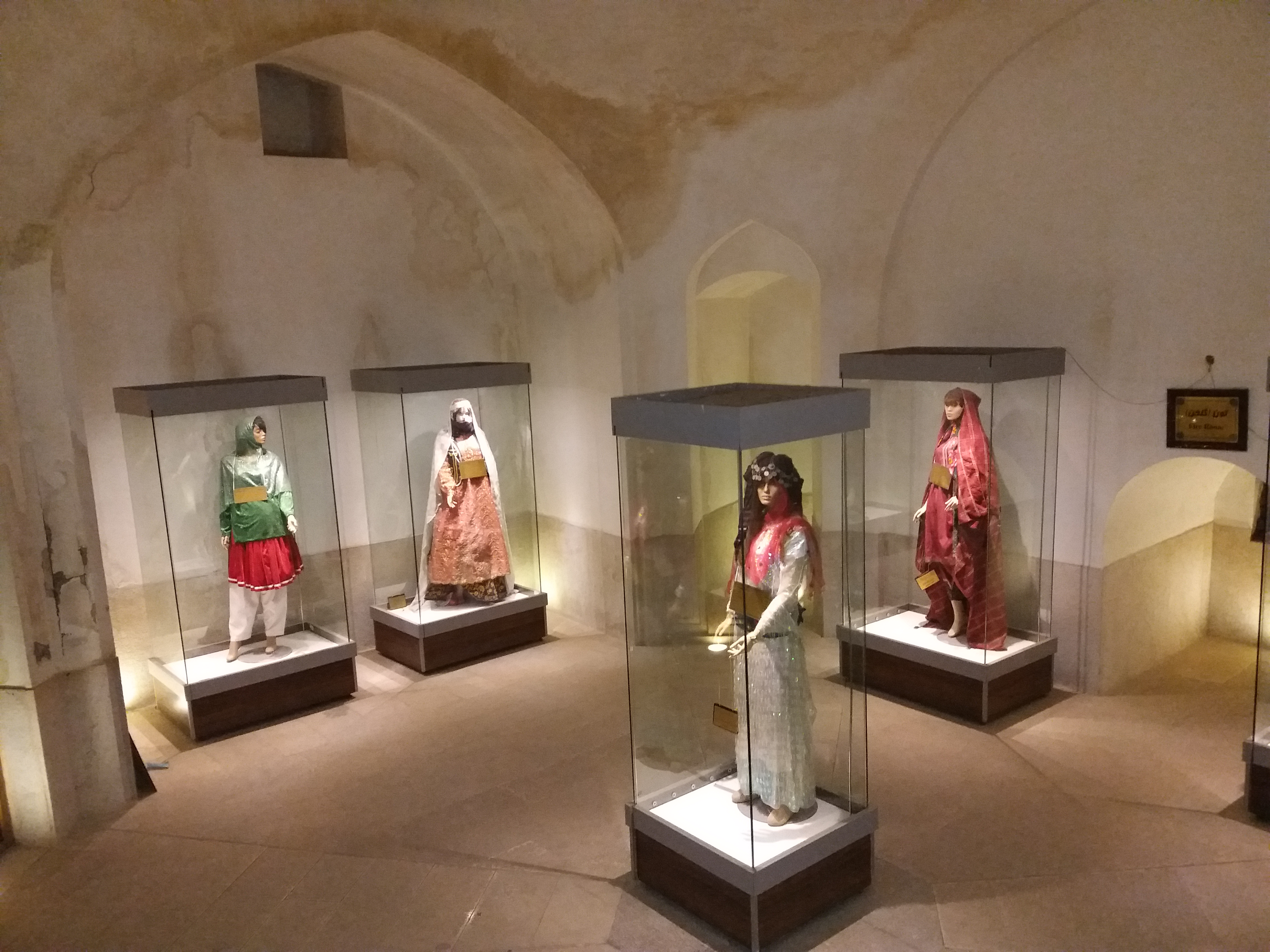
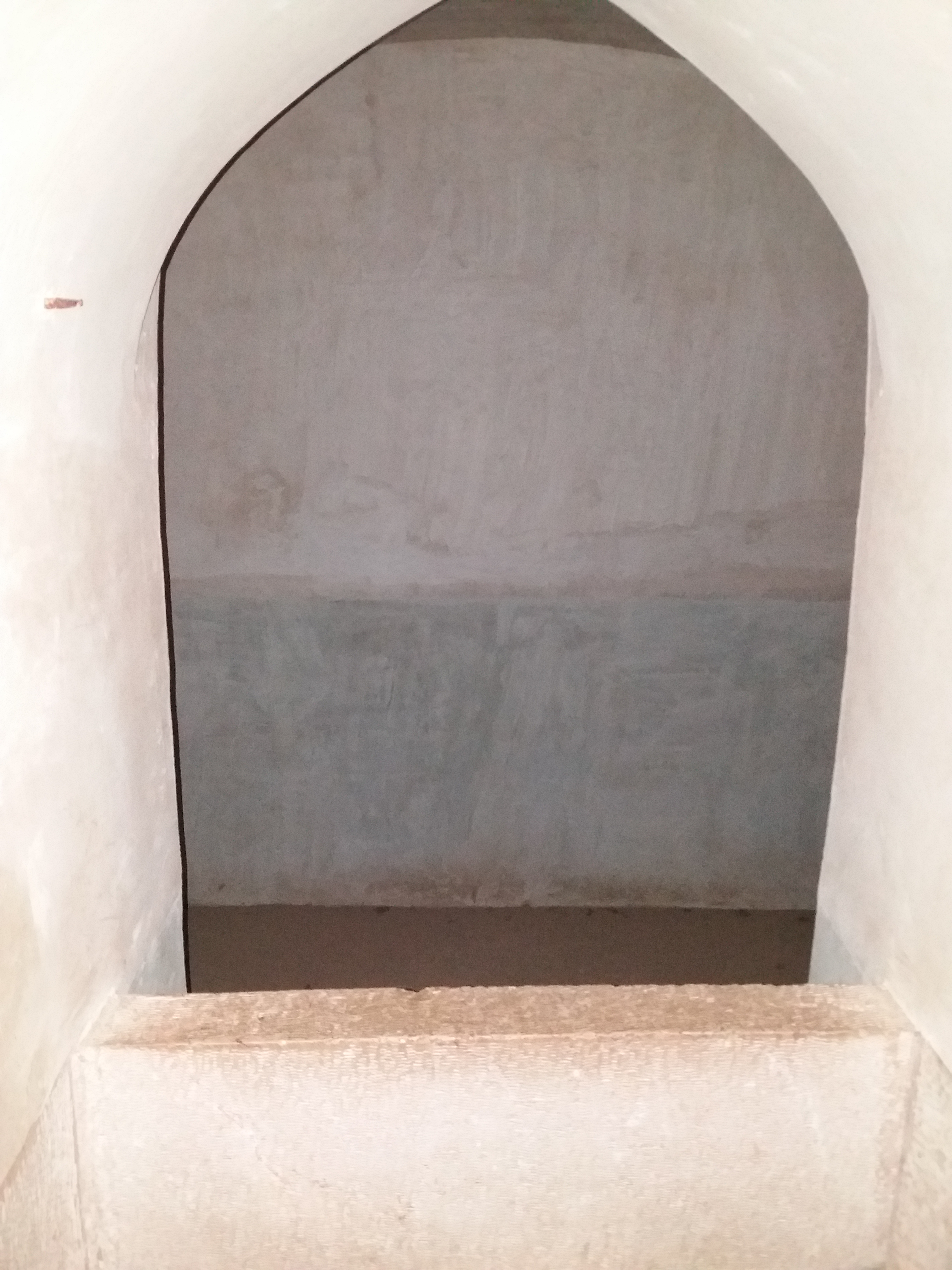
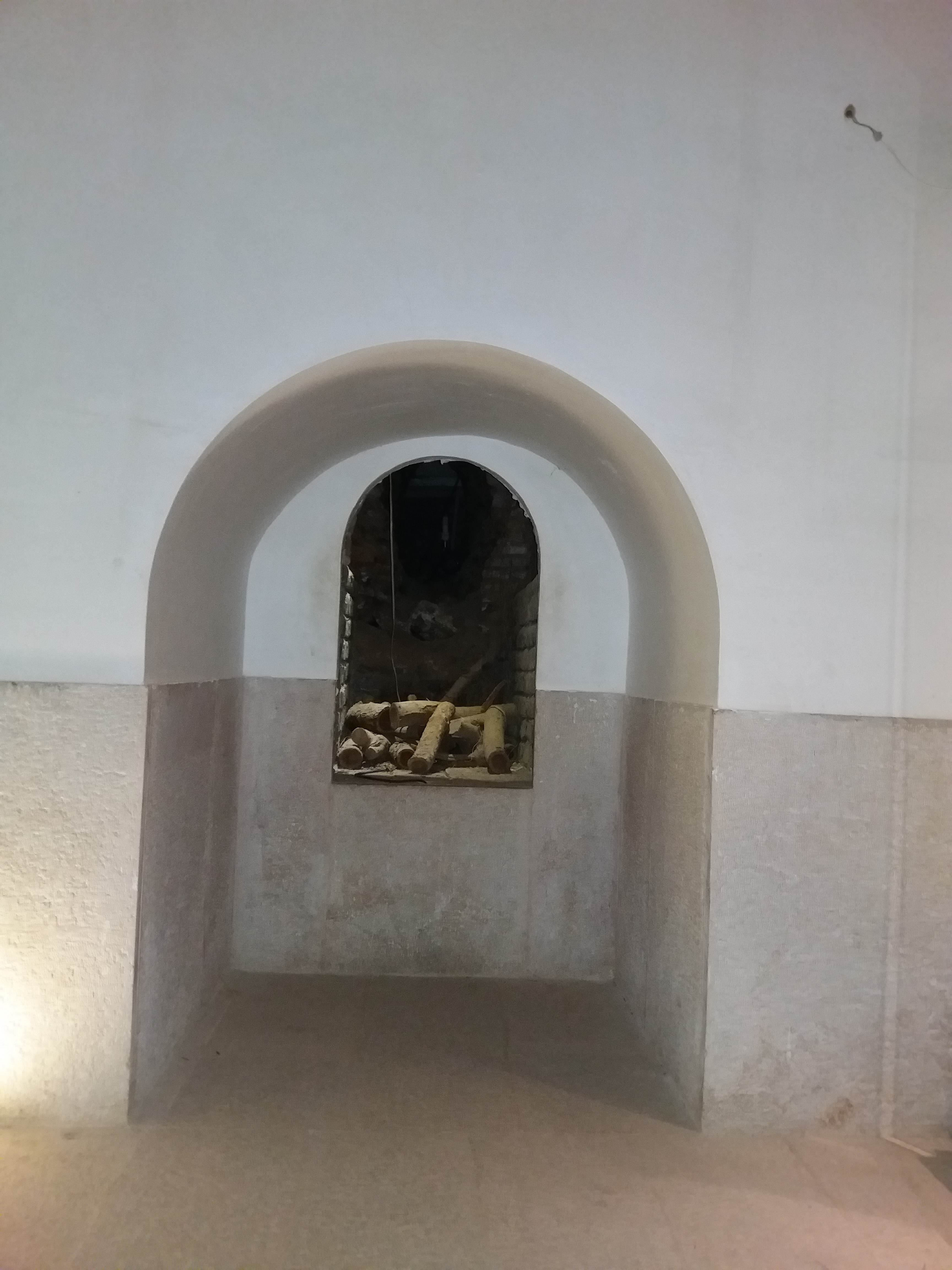
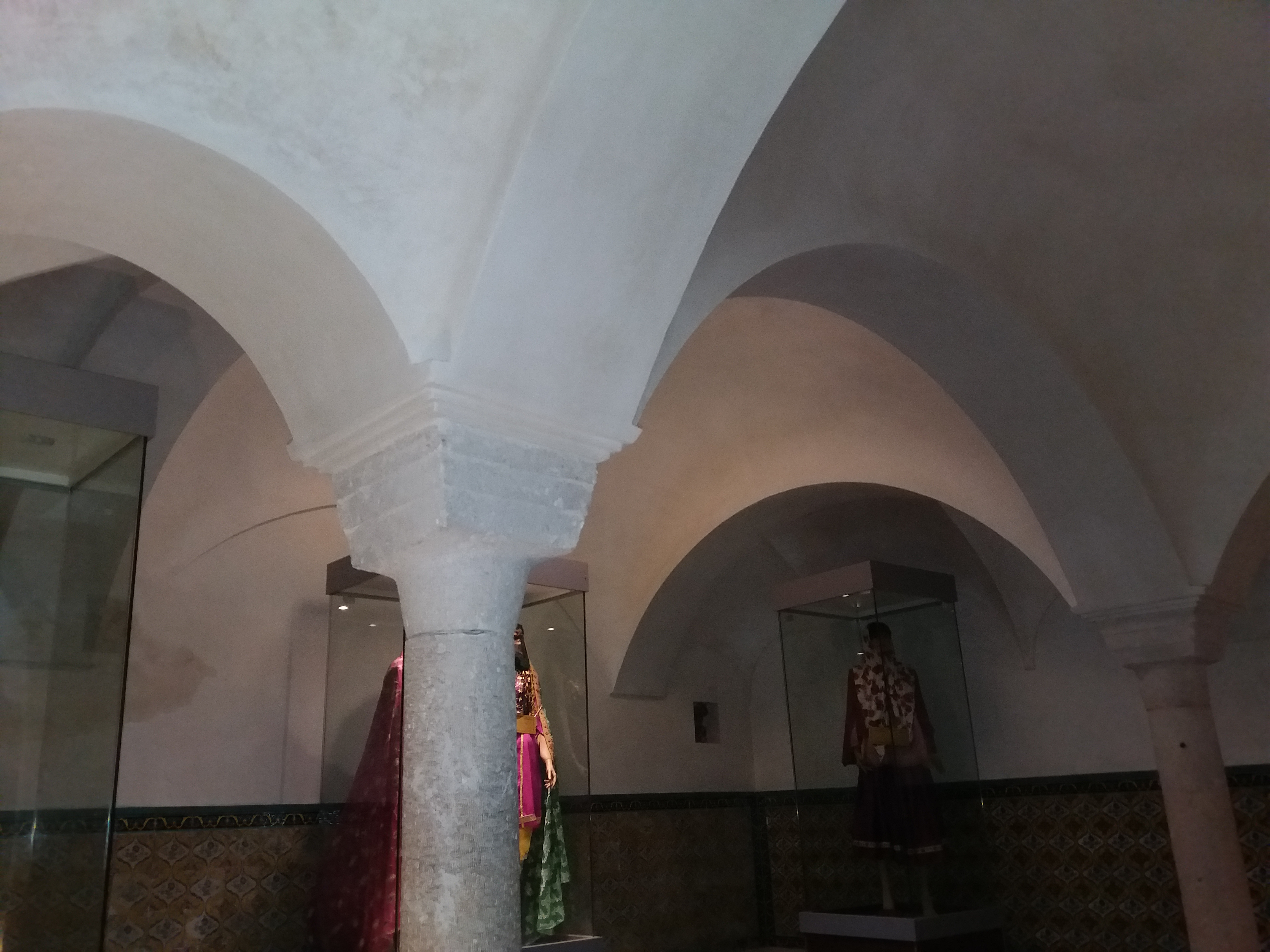
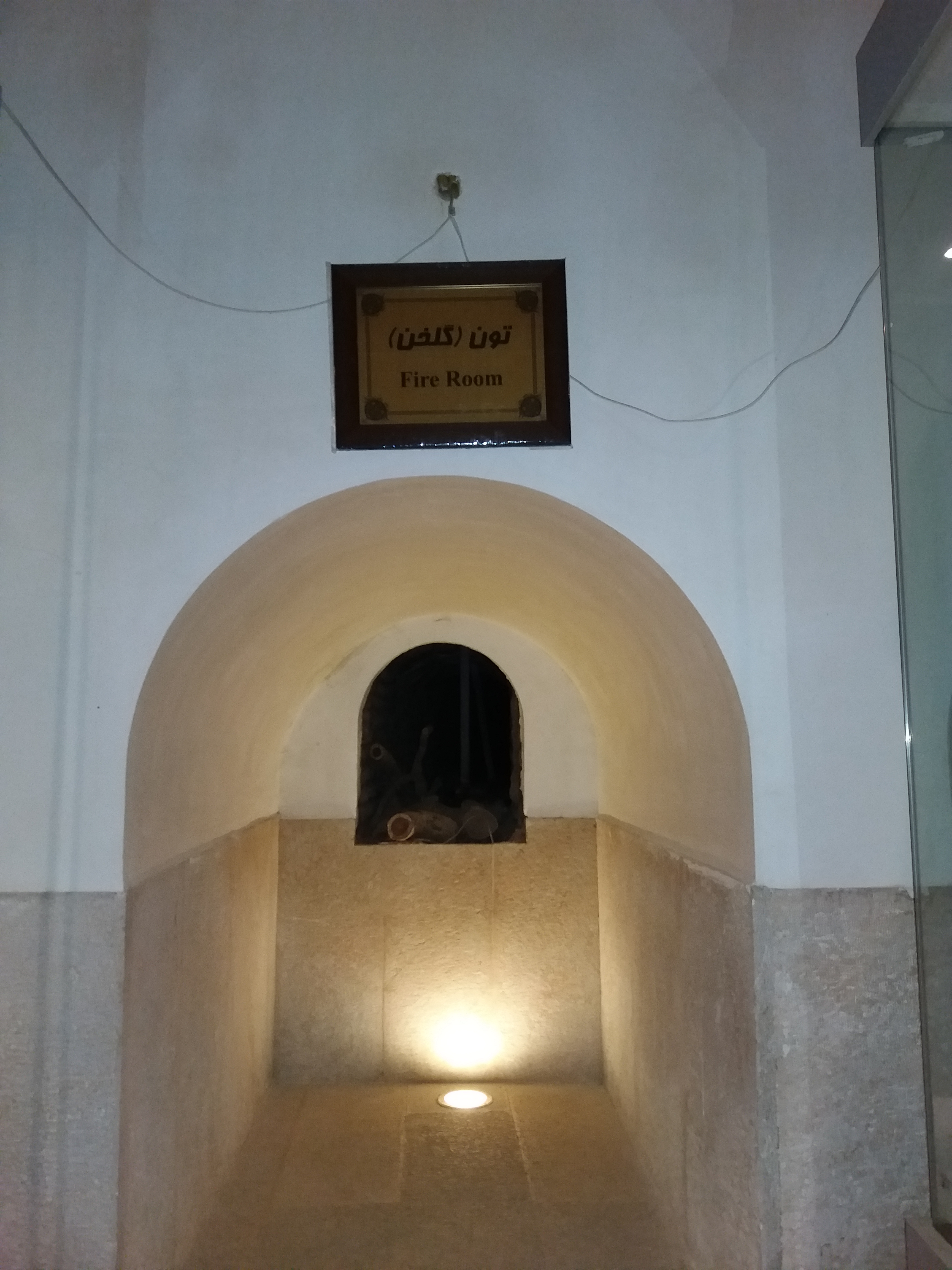
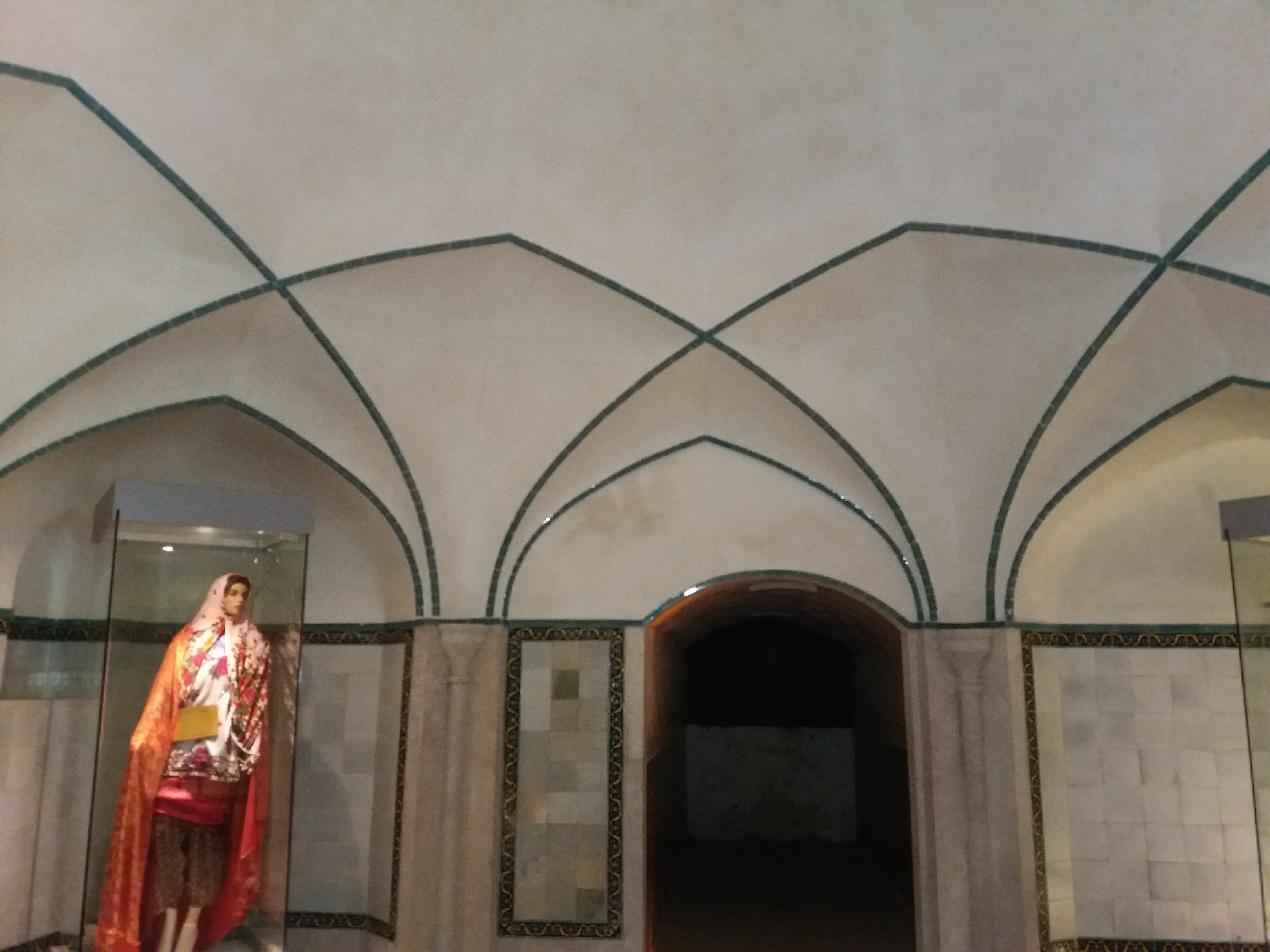